# Joanna Pawluśkiewicz
Joanna Pawluśkiewicz (ur. 17 kwietnia 1975 w Krakowie) – polska scenarzystka i producentka filmowa oraz telewizyjna, pisarka i aktywistka społeczna.

## Życiorys
Córka Michała i Anny Pawluśkiewiczów, bratanica Jana Kantego Pawluśkiewicza. Absolwentka Szkoły Andrzeja Wajdy w Warszawie. Kształciła się również w szkole komediowej i improwizacyjnej Second City w Chicago i iO w Chicago. Stypendystka Ministerstwa Kultury i Dziedzictwa Narodowego oraz programu Homines Urbani. 
W latach 90. XX wieku współprodukowała magazyn telewizyjny "Halo!gramy" (m.in. z Kubą Wojewódzkim) oraz program o muzyce techno (razem z Jackiem i Maciejem Sienkiewiczami). Od początku lat 2000 związana z produkcją filmową. Była m.in. scenarzystką, reżyserką, kierownikiem produkcji oraz planu i producentem projektu Nowe legendy miejskie (2007-2008), stanowiącego cykl pięciu filmów krótkometrażowych, który trzymał wyróżnienie na Międzynarodowym Festiwalu Filmowym Nowe Horyzonty w 2007 roku. Twórczyni słuchowiska Senna Baba wyprodukowanego przez Zolton, dzięki programowi „Kultura w Sieci” Narodowego Centrum Kultury. Współscenarzystka filmu Powstanie Warszawskie z 2014 roku w reż. Jana Komasy, uhonorowanego nagrodą "Orła" w 2015 roku.
Jako prozaiczka publikowała w pismach Ha!art i Lampa. Wydała książki Pani na domkach (2006) i Telenowela (2007).
Współzakładała krakowski klub Bomba oraz warszawski Klub Komediowy, w którym występowała. Jest związana z Resortem Komedii w Warszawie, gra w grupie Hurt Luster, Hofesinka oraz ludowo improwizowanym projekcie Baby. 
Współtworzy ruch społeczny Obóz dla Puszczy, której celem jest ratowanie Puszczy Białowieskiej. Współprowadzi Dom Przyrody i Kultury, mieszczący się w Teremiskach.

## Filmografia
- Bez tajemnic (2011-2013) - scenariusz
- Lekarze (2012-2014) - scenariusz
- Pakt (2015) - scenariusz
- Druga szansa (2016) - scenariusz
- Ultraviolet (2019) - scenariusz